# Région des plaines centrales
La région des plaines centrales est une division du Canada située au sud du Manitoba. Sa principale localité est Portage la Prairie (13 200 habitants en 2016).